# WWE Clash
WWE Clash (originalmente conocido como WWE Clash at the Castle) es un evento premium en vivo de lucha libre profesional y de WWE Network producido por WWE para sus marcas Raw y SmackDown que se llevan a cabo en los países europeos. Clash at the Castle marcó el primer gran evento de WWE que tuvo lugar en el Reino Unido desde el SummerSlam de 1992 y el primer evento premium en vivo de la compañía en general en realizarse desde Insurrextion 2003. El título del evento era una referencia al Castillo de Cardiff, que está situado cerca del Principality Stadium de Gales. En 2024, se anunció que el evento regresaría a tierras británicas para ese año, aunque esta ocasión se celebraría en Escocia en el mes de junio. En 2025, se anunció un nuevo evento titulado como «Clash in Paris» en Francia, marcando así el primer evento fuera de Reino Unido, por lo que el evento pasaba a llamarse simplemente «Clash».

## Ediciones

### 2022
WWE Clash at the Castle 2022 tuvo lugar el 3 de septiembre de 2022 en el Principality Stadium en Cardiff, Gales. El tema oficial del evento fue Run de Our Lady Peace.

#### Antecedentes
En el show del 8 de julio de SmackDown, Drew McIntyre, estaba programado para enfrentarse a Sheamus y, así, determinar al primer retador por el Campeonato Universal Indiscutible de la WWE en Clash at the Castle. Aunque Sheamus dijo estar enfermo para evitar el combate luego se retractó y tuvo un enfrentamiento directo con McIntyre.Más tarde, el combate se reprogramó para el show del 29 de julio con una estipulación Good Old Fashioned Donnybrook, la cual, al fin, fue ganado por McIntyre. En SummerSlam, Roman Reigns retuvo el título indiscutible luego de vencer a Brock Lesnar en un Last Man Standing Match y confirmándose como campeón defensor contra McIntyre en el evento.
En el show del 5 de agosto de SmackDown, se llevó a cabo un Gauntlet match que enfrentó a Sonya Deville, Aliyah, Raquel Rodríguez, Shotzi, Xia Li, Natalya y Shayna Baszler, logrando la última victoria y una oportunidad titular por el Campeonato Femenino de SmackDown frente a la campeona Liv Morgan en Clash at the Castle.
Tras el triunfo de Bianca Belair, sobre Becky Lynch, en SummerSlam para retener el Campeonato Femenino de Raw, Bayley regresó tras más de un año fuera, acompañada por Dakota Kai e Iyo Sky para encarar a la campeona, quien fue apoyada por Lynch. En el show de Raw del 1 de agosto, Becky Lynch, lesionada de su hombro, apareció para mostrar sus respetos por Belair oficializando su cambio a face y poniendo fin a su odio. Más tarde esa noche, Alexa Bliss y Asuka fueron atacadas por Bayley, Dakota y Sky, formando el stable Damage Control cuando se aprestaban a combatir, aunque Asuka y Bliss serían auxiliadas por Belair. La semana siguiente, Damage Control desafió a Belair, Bliss y Asuka a una lucha por equipos en Clash at the Castle.
En el episodio del 15 de agosto de Raw, Matt Riddle, quien estaba fuera de acción por lesión tras el ataque de Seth "Freakin" Rollins en la previa de SummerSlam, agravada por otra agresión en el mencionado evento, sorprendió anunciando que tenía el alta médica y atacando a Rollins luego de fingir que estaba dando una entrevista desde su casa, cuando, en realidad, estaba presente en la arena. Tras el ataque, que concluyó en la huida de Rollins entre el público, Riddle anunció una lucha entre ambos en Clash at the Castle.
En el episodio del 19 de agosto de SmackDown, Sheamus se impuso en una lucha fatal de 5 esquinas ante Madcap Moss, Sami Zayn, Happy Corbin y Ricochet y ganó una oportunidad para disputar el Campeonato Intercontinental ante Gunther.
A inicios de junio, tras su triunfo en el evento Hell in a Cell, The Judgment Day (Edge, Damian Priest y Rhea Ripley) presentó a Finn Bálor como su cuarto miembro, tras su giro a heel. Sin embargo, Priest, Ripley y Bálor atacaron a Edge, expulsándolo de la facción y dejándolo fuera de acción por meses. En SummerSlam, Edge retornó como face bajo la música de The Brood para confrontar a The Judgment Day después de su combate contra The Mysterios (Rey Mysterio y Dominik Mysterio). Tras sucesivos ataques a los Mysterios por parte de The Judgment Day, en el episodio del 29 de agosto de Raw, Edge anunció que él y Rey enfrentarían a Bálor y Priest en Clash at the Castle.

#### Resultados
- Kick-Off: Madcap Moss & The Street Profits (Angelo Dawkins & Montez Ford) derrotaron a Theory & Alpha Academy (Chad Gable & Otis) (6:29).
  - Ford cubrió a Gable después de un «Frog Splash».
- Damage Control (Bayley, Dakota Kai & Iyo Sky) derrotó a Bianca Belair, Alexa Bliss & Asuka (18:44).[10]
  - Bayley cubrió a Belair después de un «Asai Moonsault» de Sky.
- Gunther (con Ludwig Kaiser & Giovanni Vinci) derrotó a Sheamus (con Butch & Ridge Holland) y retuvo el Campeonato Intercontinental (19:33).[11]
  - Gunther cubrió a Sheamus después de un «Burning Lariat».
  - Antes de la lucha, Imperium y The Brawling Brutes se atacaron mutuamente.
  - Esta lucha fue calificada con 5 estrellas por el periodista Dave Meltzer, siendo la primera vez desde 1997 en que dos luchas del roster principal en WWE obtienen dicha clasificación en un mismo año.
- Liv Morgan derrotó a Shayna Baszler y retuvo el Campeonato Femenino de SmackDown (11:02).[12]
  - Morgan cubrió a Baszler después de un «ObLIVion».
- Edge & Rey Mysterio (con Dominik Mysterio) derrotaron a The Judgment Day (Finn Bálor & Damian Priest) (con Rhea Ripley) (12:34).[13]
  - Edge cubrió a Bálor después de un «619» de Rey, seguido de un «Spear».
  - Durante la lucha, Rey aplicó un «Suicide Dive» para salvar a Dominik de un ataque de Ripley y atacarla.
  - Durante la lucha, Dominik interfirió a favor de Edge & Rey; mientras que Ripley interfirió a favor de The Judgment Day.
  - Después de la lucha, Dominik atacó a Edge & Rey, traicionándolos y cambiando a heel.
- Seth "Freakin" Rollins derrotó a Matt Riddle (17:21).[14]
  - Rollins cubrió a Riddle después de un «Curb Stomp» desde la segunda cuerda
  - Durante la lucha, Riddle trato de atacar a Rollins con una silla.
- Roman Reigns derrotó a Drew McIntyre y retuvo el Campeonato Universal Indiscutible de la WWE (30:47).[15]
  - Reigns cubrió a McIntyre después de un «Spear».
  - Durante la lucha, Karrion Kross & Scarlett distrajeron a McIntyre.
  - Durante la lucha, Solo Sikoa interfirió a favor de Reigns.
  - Durante la lucha, Austin Theory intentó canjear su maletín de Money in the Bank, pero fue atacado por Tyson Fury antes de que el árbitro diera la orden.

### 2024
WWE Clash at the Castle 2024 tuvo lugar el 15 de junio de 2024 en el OVO Hydro en Glasgow, Escocia. El tema oficial del evento fue Do It So Good de Wargasm.

#### Antecedentes
En la noche 2 de WrestleMania XL, Drew McIntyre derrotó a Seth Rollins, convirtiéndose en el nuevo campeón del Campeonato Mundial de Peso Pesado. Cuando estaba celebrando su victoria provocó a CM Punk, quien estaba como comentarista especial y éste lo atacó. Después del altercadio apareció Damian Priest para hacer efectivo su contrato de Money in the Bank, ganado el campeonato y acabando con el corto reinado de McIntyre. El 8 de abril, en Raw, McIntyre tuvo una oportunidad por el título, pero fue derrotado por Jey Uso. Además, estaba contemplado que el británico participara en el torneo King of the Ring, sin embargo, el gerente general de Raw, Adam Pearce, no se lo permitió debido a una lesión. El 13 de mayo, en una promo en contra de Punk y Uso, señaló que su principal objetivo era Priest, quien salió después a encararlo y darle una futura oportunidad por su título; lucha que fue confirmada durante el evento King & Queen of the Ring. El 27 de abril, en Raw, Gunther señaló que iría por el Campeonato Mundial de Peso Pesado en SummerSlam tras haber ganado el King of the Ring y que lo ganaría sin importar quién sea el campeón. Priest y McIntyre salieron a encararlo, y protagonizaron otro cara a cara entre ellos, hasta que apareció Braun Strowman. 
Tras la defensa exitosa de Bayley del Campeonato Femenino de WWE en Backlash ante Naomi y Tiffany Stratton, la campeona protagionizó unos careos con Chelsea Green y Piper Niven en backstage, hasta que el 24 de mayo, en SmackDown, tuvo una lucha no titular ante Green, en la cual ganó Bayley, pero al finalizar fue atacada por Niven. El 31 de mayo, Nia Jax, tras coronarse como Queen of the Ring, encararó a Bayley sobre su futuro combate por el título en SummerSlam. Ante esto, Green y Niven atacaron a Bayley, y esa misma noche tuvieron una lucha en pareja ante la campeona y Naomi, la cual fue ganada por Green & Niven ante Bayley & Naomi. Después del show se anunció el combate para este evento.
Luego de la defensa exitosa de Sami Zayn del Campeonato Intercontinental en King & Queen of the Ring ante Chad Gable y Bronson Reed, en el Raw del 27 de mayo, Otis, acompañado con Gable, fue derrotado por Reed. Después de la lucha, Gable llamó al resto de Alpha Academy (Maxxine Dupri y Akira Tozawa) para que vieran cómo educaba a Otis. Zayn salió a defender a la Alpha Academy y reprochar a Gable, pero Otis protegió a Gable para que lo atacara. La semana siguiente, Zayn retó a Gable a que saliera, sin embargo, quienes aparecieron fueron Alpha Academy, quienes leyeron una carta de Gable exigiendo otra oportunidad por el título en Escocia. Mientras Zayn intentaba convencer a Otis, Tozawa y Dupri de dejar a Gable, éste salió a atacar a Zayn. En medio de la trifulca, Gable lanzó a Zayn contra Otis, quien empujó a Dupri y Tozawa. Creyendo que fue intencional, Otis atacó a Zayn y se retiró, llevándose a sus compañeros lastimados.
En la noche 2 de WrestleMania XL, Cody Rhodes derrotó a Roman Reigns, convirtiéndose en el nuevo campeón indiscutible de WWE; tras ello tuvo dos defensa exitosas: contra AJ Styles en Backlash y ante Logan Paul en King & Queen of the Ring. Por otro lado, Styles, buscando otra manera de conseguir una lucha más por el título, participó en King of the Ring, pero perdió ante Randy Orton. En la edición de 31 de mayo en SmackDown, Styles, acompañado por The O.C. (Luke Gallows & Karl Anderson) anunció su retiro y llamó a Rhodes al ring para agradecer por su combate en Backlash. Se abrazaron y festejaron, sin embargo, Styles lo golpeó. La semana siguiente, Rhodes esperó furioso a Styles y salió al ring llamándolo. Styles salió junto a Gallows y Arderson para exigir otra lucha titular y Rhodes aceptó bajo la estipulación I Quit Match. Nick Aldis aceptó el combate y, al finalizar, Styles golpeó a Rhodes, quien estaba retenido por la seguridad.
En Backlash, Bianca Belair & Jade Cargil se convirtieron en las nuevas Campeonas Femeninas en Parejas de WWE tras derrotar a The Kabuki Warriors (Asuka & Kairi Sane). En la edición del 20 de mayo de Raw, Zoey Stark & Shayna Baszler ganaron una oportunidad por los títulos y a la siguiente semana fueron confrontadas por The Unholy Union (Alba Fyre & Isla Dawn) quienes también querían una oportunidad titular. El 3 de junio en Raw, Belair & Cargil derrotaron por descalificación a Baszler & Stark, luego de que The Unholy Union golpearon a todas. El 7 de junio en SmackDown, Belair & Cargil vencieron en una lucha no titular a Candice LeRae & Indi Hartwell, luego de la cual fueron atacadas por Stark, Baszler y The Unholy Union. En backstage, Belair y Cargil hablaron con Nick Aldis para anunciar una lucha triple amenaza en este evento.

#### Resultados
- Cody Rhodes derrotó a AJ Styles en un «I Quit» Match y retuvo el Campeonato Indiscutible de WWE (27:45).[18]
  - Styles se rindió antes de que Rhodes lo golpeara con los escalones metálicos en la cabeza.
  - Durante la lucha, la madre de Rhodes interfirió a favor de su hijo, abofeteando a Styles.
  - Después de la lucha, Rhodes golpeó la cabeza de Styles con los escalones metálicos.
  - Después de la lucha, The Bloodline (Solo Sikoa, Tama Tonga & Tonga Loa) atacó a Rhodes, pero fueron detenidos por Randy Orton y Kevin Owens.
- The Unholy Union (Alba Fyre & Isla Dawn) derrotó a Bianca Belair & Jade Cargill (c) y Shayna Baszler & Zoey Stark y ganó el Campeonato Femenino en Parejas de WWE (12:10).[19]
  - Dawn cubrió a Baszler después de un «Ocean Cyclon Suplex» de Cargill.
- Sami Zayn derrotó a Chad Gable (con Maxxine Dupri & Otis) y retuvo el Campeonato Intercontinental (22:15).[17]
  - Zayn cubrió a Gable después de un «Helluva Kick».
  - Durante la lucha, Otis y Dupri interfirieron a favor de Gable, sin embargo, Gable derribó a Dupri accidentalmente.
- Bayley derrotó a Piper Niven (con Chelsea Green) y retuvo el Campeonato Femenino de WWE (13:30).[20]
  - Bayley cubrió a Niven con un «Crucifix driver».
  - Durante la lucha, Green interfirió a favor de Niven, pero fue expulsada por el árbitro. Después, regresó con una máscara de luchador para interferir nuevamente, pero fue atacada por Bayley.
- Damian Priest derrotó a Drew McIntyre y retuvo el Campeonato Mundial de Peso Pesado (20:10).[21]
  - Priest cubrió a McIntyre después de un «South of Heaven».
  - Durante la lucha, CM Punk apareció y golpeó a McIntyre con un «Low Blow», mientras el árbitro se encontraba noqueado.
  - The Judgment Day (Finn Balor, Dominik Mysterio, Carlito & JD McDonagh) tenía prohibido estar en ringside.

### 2025
WWE Clash in Paris tendrá lugar el 31 de agosto de 2025 en el Paris La Défense Arena de París, Francia. Será el segundo evento que se ubique el domingo junto con el regreso de Evolution en julio del 2025, tras año de realizarse los sábados. También será el último evento transmitido por Peacock. 

#### Antecedentes
En Elimination Chamber, John Cena realizó su cambio a heel. Posteriormente, en WrestleMania 41, ganó el Campeonato Indiscutido de WWE tras derrotar a Cody Rhodes. Por su parte, Logan Paul se enfrentó a Jey Uso por el Campeonato Mundial de Peso Pesado en Saturday Night's Main Event XXXIX. Antes del combate, Cena confrontó a Uso. Durante la lucha, Cena salió a ayudar a Paul; no obstante, Rhodes regresó para apoyar a Uso, quien terminó llevándose la victoria. Después del combate, Rhodes y Uso retaron a Cena y Paul a una lucha en parejas en Money in the Bank, la cual fue ganada por Rhodes y Uso. Tras ello, Cena continuó defendiendo su título en los siguientes eventos PPV. Por su parte, Paul reapareció antes de Saturday Night's Main Event XL para apoyar a Drew McIntyre en su lucha contra Randy Orton, ganado este último. Esto derivó en una lucha en parejas en SummerSlam: Paul y McIntyre contra Orton y Jelly Roll; la cual ganaron Paul y McIntyre. Por otro lado, Cena se enfrentó nuevamente a Rhodes por el Campeonato Indiscutido de WWE en una Street Fight. Sin embargo, en el episodio de SmackDown previo a SummerSlam, Cena volvió a ser face. En el combate, Cena fue derrotado. En la edición del 8 de agosto de SmackDown, Cena reflexionó sobre su carrera y lanzó un reto abierto, que fue respondido por Paul. Tras un intercambio de palabras, Cena quiso enfrentarse a Paul esa misma noche, pero Paul se negó, retándolo a un combate en Clash in Paris, desafío que Cena aceptó.
En la primera noche de WrestleMania 41, Jey Uso derrotó a Gunther y ganó el Campeonato Mundial de Peso Pesado. Mientras, LA Knight perdió el Campeonato de Estados Unidos ante Jacob Fatu y Seth Rollins venció a CM Punk y a Roman Reigns, tras la traición de Paul Heyman a sus dos antiguos clientes. El reinado de Uso duró 51 días, hasta que perdió el título nuevamente ante Gunther. Rollins y Heyman, ahora aliados, sumaron a Bron Breakker y Bronson Reed a su grupo, continuando su rivalidad con Punk durante los meses siguientes. En junio, Rollins inició un feudo con Knight, ya que ambos fueron confirmados como participantes en el Men's Money in the Bank Ladder Match. En el evento Money in the Bank, Rollins ganó el maletín gracias a la intervención de sus compañeros Breakker y Reed. Luego de esto, Rollins y Knight intensificaron su rivalidad, lo que los llevó a enfrentarse en Saturday Night's Main Event XL, donde Knight obtuvo la victoria tras una aparente lesión de rodilla de Rollins. Después, Breakker participó en un Gauntlet Match para determinar al contendiente número uno al Campeonato Mundial de Peso Pesado en SummerSlam. Durante la lucha, eliminó a Knight y Uso, pero fue finalmente eliminado por CM Punk, quien obtuvo la oportunidad titular. En la Noche 1 de SummerSlam, Uso y Reigns derrotaron a Breakker y Reed en una lucha por equipos. Más tarde esa misma noche, en el evento principal, Punk derrotó a Gunther y se coronó como el nuevo Campeón Mundial de Peso Pesado. Sin embargo, Rollins apareció inmediatamente después, revelando que había fingido su lesión de rodilla, y canjeó su maletín de Money in the Bank para vencer a Punk y recuperar el campeonato. En el siguiente episodio de Raw, se reveló que el nombre del grupo liderado por Rollins era The Vision. Más tarde esa misma noche, Knight se enfrentó a Rollins por el campeonato, con Breakker y Reed vetados del ringside. El combate terminó con una victoria por descalificación para Rollins después de que Punk interviniera y lo atacara. The Vision logró tomar ventaja sobre Punk y Knight en las semanas siguientes. En el episodio siguiente de Raw, Punk y Knight derrotaron a Breakker y Reed por descalificación, tras otro ataque de Rollins a Punk. Jey Uso apareció para ayudar a Knight y Punk, enfrentándose a The Vision. Finalmente, el gerente general de Raw, Adam Pearce, anunció que Rollins defendería el Campeonato Mundial de Peso Pesado ante Punk, Knight y Uso en una lucha fatal de cuatro esquinas en Clash in Paris.
En el episodio de Raw del 21 de abril, Rusev regresó a WWE tras cinco años de ausencia, iniciando una rivalidad con Alpha Academy (Otis & Akira Tozawa). En el episodio del 26 de mayo, después de que Rusev derrotara a Tozawa, continuó atacándolo hasta que Sheamus apareció para hacer el salve. Tres semanas después, tanto Rusev como Sheamus compitieron en un combate clasificatorio fatal de cuatro vías para el torneo King of the Ring, pero ninguno logró la victoria. Posteriormente, se enfrentaron en el episodio del 30 de junio, donde Rusev salió vencedor, teniendo una revancha el 21 de julio, en la que Sheamus ganó. Un tercer combate entre ambos tuvo lugar el 4 de agosto, el cual terminó en doble conteo fuera, con ambos continuando la pelea por todo el backstage tras el combate. La semana siguiente, Rusev se enfrentó a Sami Zayn, pero el combate terminó en descalificación luego de que MFT atacara a Zayn. Posteriormente, Sheamus apareció para atacar a Rusev. Finalmente, en el episodio del 18 de agosto, después de múltiples enfrentamientos, el gerente general de Raw, Adam Pearce, anunció que Sheamus y Rusev se enfrentarían en un Good Ol' Fashioned Donnybrook Match en Clash in Paris.
El 13 de julio en Evolution, Naomi ganó el Campeonato Mundial Femenino tras canjear su contrato Money in the Bank durante la lucha titular entre la entonces campeona, Iyo Sky, y Rhea Ripley. Tras ello, se pactó una Triple Threat Match por el título entre Naomi, Sky y Ripley en SummerSlam. En tanto, también en Evolution, se realizó un 20-Women's Battle Royal donde resultó ganadora Stephanie Vaquer, tras eliminar finamente a Lash Legend, y por ende, obteniendo una oportunidad titular para retar por un título a elección en Clash in Paris. El 14 de julio en Raw, Vaquer confirmó que iría por el Campeonato Mundial Femenino. En la Noche 2 de SummerSlam, Naomi consiguió defender con éxito su campeonato sobre Sky y Ripley, convirtiéndose en la rival de Vaquer en Clash in Paris. En el Raw del 4 de agosto, se había programado una lucha titular entre Naomi y Sky; no obstante, antes del Raw del 11 de agosto, la lucha fue cancelada debido a que Naomi no estaría en condiciones de competir. Sin embargo, en el episodio del 18 de agosto de Raw, Naomi tuvo que renunciar al título debido a la baja por maternidad cuando Naomi anunció que estaba embarazada de su primer hijo.

#### Luchas pactadas
- John Cena vs. Logan Paul.[22]
- Campeonato Mundial de Peso Pesado: Seth Rollins (c) vs. Jey Uso vs. LA Knight vs. CM Punk.[23]
- Good Old Fashioned Donnybrook Match: Sheamus vs. Rusev.[24]
- Roman Reigns vs. Bronson Reed.
- Campeonato Mundial Femenino: Luchadora por confirmar vs. Stephanie Vaquer.